# Susan Dumais
Susan Dumais (Maine) es una científica informática estadounidense, líder en la recuperación de información; ha contribuido significativamente a las tecnologías de búsqueda de Microsoft. Según Mary Jane Irwin, que dirige el comité de premios Athena Lecturer, “su sostenida contribución ha dado forma al pensamiento y la dirección a la interacción hombre-máquina y la recuperación de información".

## Biografía
Susan Dumais es miembro técnico de Microsoft y subdirectora gerente de Microsoft Research AI en Redmond. También es profesora en la Escuela de Información de la Universidad de Washington. 
Antes de unirse a Microsoft en 1997, Dumais era investigadora en Bellcore (ahora iconectiv), participó en la investigación sobre lo que ahora se llama el "problema de vocabulario" en la búsqueda y recuperación de información. Su estudio demostró, a través de una variedad de experimentos, que diferentes personas usan vocabulario diferente para describir lo mismo, y que incluso elegir el "mejor" término para describir algo no es suficiente para que otros lo encuentren; el autor de un documento puede usar un vocabulario diferente al del que busca el documento con lo que los métodos tradicionales de recuperación de información tendrían un éxito limitado.
Dumais y los otros investigadores de Bellcore comenzaron a investigar formas de construir sistemas de búsqueda que evitaran el problema del vocabulario. El resultado fue la creación de Latent semantic analysis (Indexación Semántica Latente).

## Premios y reconocimientos
- 2006: miembro de la Asociación de Maquinaria Computacional.
- 2009: Premio Gerard Salton.
- 2011: miembro de la Academia Nacional de Ingeniería.
- 2014: Premio Profesor Athena.[6]
- 2014: Premio Tony Kent Strix.[7]
- 2015: miembro de la Academia Estadounidense de las Artes y las Ciencias.